# Дюраню
Дюраню́ (фр. Duranus) — коммуна на юго-востоке Франции в регионе Прованс — Альпы — Лазурный берег, департамент Приморские Альпы, округ Ницца, кантон Туррет-Леванс. До марта 2015 года коммуна административно входила в состав упразднённого кантона Левенс (округ Ницца).
Площадь коммуны — 16,10 км², население — 156 человек (2006) с тенденцией к росту: 170 человек (2012), плотность населения — 10,6 чел/км².

## Население
Население коммуны в 2011 году составляло — 185 человек, а в 2012 году — 170 человек.
| 1962 | 1968 | 1975 | 1982 | 1990 | 1999 | 2006 | 2009 | 2011 | 2012 |
| ---- | ---- | ---- | ---- | ---- | ---- | ---- | ---- | ---- | ---- |
| 105  | 118  | 85   | 118  | 142  | 156  | 156  | 177  | 185  | 170  |

Динамика численности населения:

## Экономика
В 2010 году из 115 человек трудоспособного возраста (от 15 до 64 лет) 90 были экономически активными, 25 — неактивными (показатель активности 78,3 %, в 1999 году — 66,7 %). Из 90 активных трудоспособных жителей работали 83 человека (49 мужчин и 34 женщины), 7 числились безработными (3 мужчины и 4 женщины). Среди 25 трудоспособных неактивных граждан 12 были учениками либо студентами, 9 — пенсионерами, а ещё 4 — были неактивны в силу других причин.
На протяжении 2010 года в коммуне числилось 51 облагаемое налогом домохозяйство, в котором проживало 125,0 человек. При этом медиана доходов составила 19 тысяч 881 евро на одного налогоплательщика.